# Summa (genre)
Cet article concerne le genre littéraire didactique médiéval. Pour l'œuvre du compositeur Arvo Pärt, voir Summa.

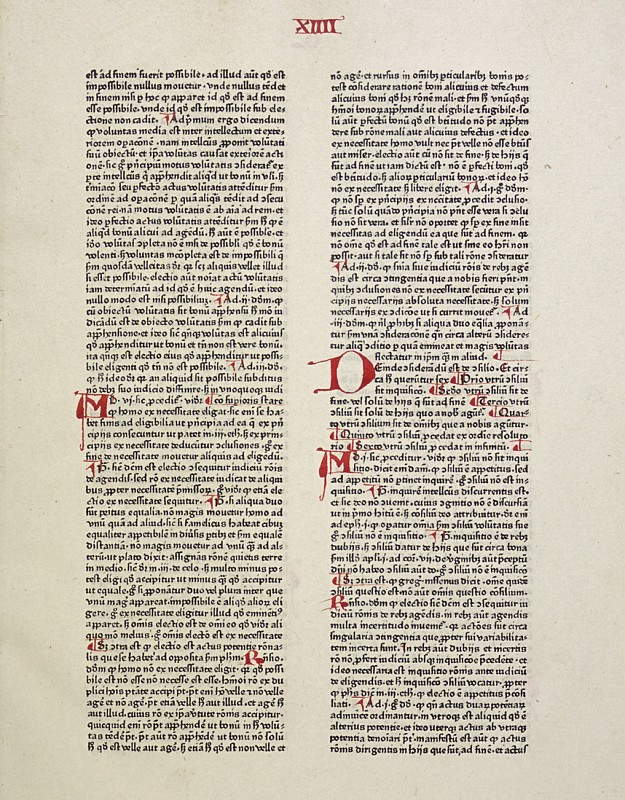
La Somme Théologique de Saint Thomas d'Aquin, un modèle du genre.

La summa (somme) est un genre littéraire didactique médiéval écrit en latin qui naît à la fin du XIIe siècle et se développe à partir du XIIIe siècle.

## Caractéristiques
Une summa est une sorte d'encyclopédie développant une matière ou sujet (essentiellement le droit, la théologie ou la  philosophie) d'une façon plus détaillée que le tractatus (traité) : la summa est en effet structurée en quaestiones (questions) puis en articles, qui ont la structure suivante :
1. Titre de l'article, de façon interrogative et en offrant deux positions contraposées (disputatio).
2. Objections ou arguments contre l'une des alternatives, en général celle que défend l'auteur.
3. Arguments en faveur de cette alternative, fondés en l'autorité de la Bible, des Saints Pères en deuxième lieu, etc.
4. Solution, qui inclut un ensemble d'arguments combinant foi et raison et exprimant la pensée de l'auteur.
5. Sententia, ou réponse à la demande, consistant en la réfutation des objections initiales contraires à la solution de l'auteur[1].

## LesSummaeen Droit
En droit, la summa est un genre littéraire pragmatique et didactique développé à partir de la méthodologie de la glose, qui évolua jusqu'à se partager en deux genres littéraires autonomes : la summa, si cela dérivait de la glose de similia ou la questio legitima, si cela dérivait de la glose de contraria.
La summa naquit dans les écoles mineures de droit qui avaient l'intention de former les étudiants à l'aide de synthèses utiles et simplifiées des codes de Justinien. Pour réussir cet objectif, on compilait des expositions systématiques, simples et rapides d'œuvres entières, et de cette façon naquit le genre littéraire de la summa du domaine juridique.
La summa se développa particulièrement dans les écoles de droit civil du sud de la France, où l'on se dédia spécialement aux Institutiones de Justinien.

## Quelques sommes juridiques importantes
- Summa Codicis, œuvre d'Azon.
- Summa Codicis écrite en occitan et connue populairement sous le nom de Lo Codi, traduite en latin par Riccardo Pisano.

## LesSummaeen théologie et philosophie
L'enseignement de la théologie au Moyen Âge se développa de deux façons différentes, la lectio et la disputatio :
- La lectio (leçon), très similaire à une classe actuelle, se basait sur le commentaire du professeur des sentences ou ouvrages d'auteurs fameux comme les œuvres d'Aristote ou de Boèce, ou les Sentences de Pierre Lombard ;
- La disputatio (dispute), plus informelle que la lectio, était un véritable dialogue entre professeurs et élèves, où l'on défendait des arguments pour et contre une thèse donnée.

De ces deux méthodes scolaires naquirent leurs formes littéraires respectives :
- De la lectio apparurent les Commentaria (commentaires) ; et de ces commentaires apparurent les Summae (sommes), plus libres, autonomes et systématiques que les Commentaria ;
- De la disputatio apparurent les Quaestiones disputatae (questions disputées), qui recueillaient le matériel des disputes qui avaient lieu toutes les deux semaines, et les Quodlibeta (questions aléatoires), qui recueillaient les disputes de Noël et de Pâques. Cette méthodologie des disputationes servit de modèle technique aux fameuses Summae médiévales[2].

## Quelques sommes théologiques importantes
À peu près soixante sommes sont arrivées jusqu'à nous. On peut citer les suivantes :
- Summa ou Institutione in sacram paginam, de Simon de Tournai, 1165.
- Summa de officiis et Summa de poenitentia, de Prepositin de Crémone.
- Summa Aurea, de Guillaume d'Auxerre, 1220.
- Summa Theologiae, de saint Thomas d'Aquin, 1274.
- Summa contra gentiles, de saint Thomas d'Aquin.
- Summa Theologiae, d'Alexandre de Hales. XIIIe siècle.
- Summa Theologiae, de Gérard de Bologne, 1317.
- Summa Theologica, de Francesc Eiximenis (fragments), XIVe siècle.